# Мовчати (пісня)
«Мовчати» — сингл гурту «Скрябін» та Ірини Білик, випущений 2003 року лейблом Lavina music і перевиданий 2010 року Moon Records.

## Про пісню
У січні 2020 року пісня увійшла до списку переможців спецпроєкту «20 знакових пісень за 20 років», який склали експерти, обрані організаторами національної музичної премії YUNA.

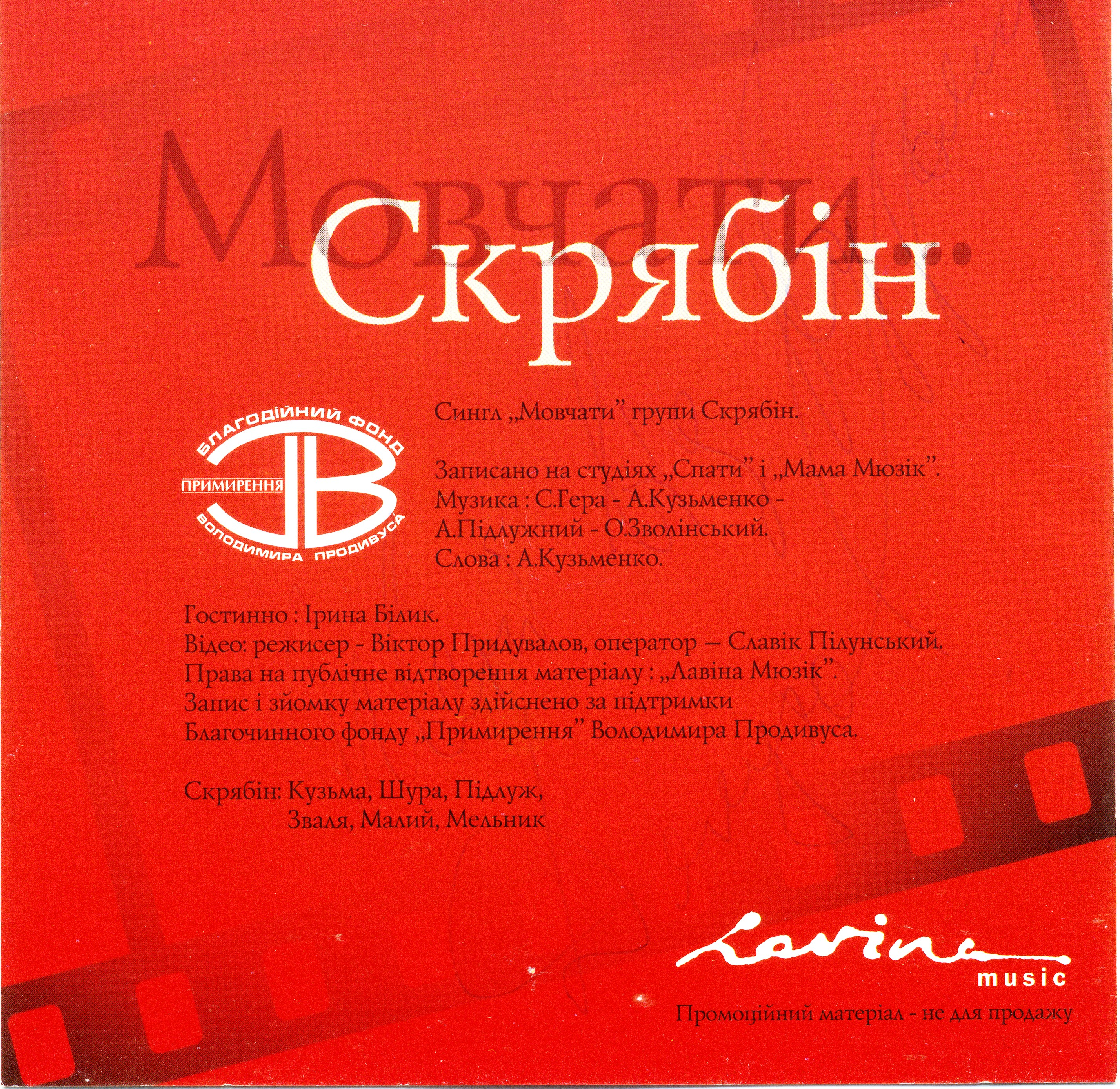

На обкладинці синглу, який вийшов в 2003 році, вказано наступне авторство пісні: Музика: С. Гера — А. Кузьменко — А. Підлужний — О. Зволінський. Слова: А. Кузьменко.

## Список композицій синглу
Автор слів Андрій Кузьменко, автор музики Андрій Кузьменко. 
| Стандартне видання        | Стандартне видання                                  | Стандартне видання |
| #                         | Назва                                               | Тривалість         |
| ------------------------- | --------------------------------------------------- | ------------------ |
| 1.                        | «Мовчати»                                           | 4:30               |
| 2.                        | «Мовчати» (за участю Ірини Білик)                   | 4:25               |
| 3.                        | «Мовчати» (за участю Ірини Білик, акустична версія) | 4:23               |
| Загальна тривалість 13:18 |                                                     |                    |

## Музиканти
| - Андрій «Кузьма» Кузьменко — вокал, музика, тексти - Олексій «Зваля» Зволінський — аранжування, гітари - Саша Мельник — бас, фортепіано - Володя «Івнінг» Паршенко — барабани - Сергій «Сеня» Присяжний — гітари (live) - Саша Стрілковський — клавішні (live) | - Ірина Білик — вокал - Сергій «Доцик» Доценко — клавішні - Сергій Добровольский — гітара - Андрій Підлужний — аранжування - Сергій Гера — аранжування |